# روس‌های دور از وطن

کشورهایی که روسی در آن‌ها زبانی رسمی، نیمه‌رسمی و کاری است

روس‌های دور از وطن (انگلیسی: Russian diaspora) شامل جامعه جهانی اقوام روس در سراسر دنیا است. دیاسپورای روس‌زبان (روسوفون) مردمی هستند که از نظر قومی روس باشند یا مانند بلاروسی‌ها، تاتارها یا برخی یهودی‌ها فقط زبان مادریشان روسی باشد.